# Cercomantispa decellei
Cercomantispa decellei är en insektsart som beskrevs av Poivre 1982. Cercomantispa decellei ingår i släktet Cercomantispa och familjen fångsländor. Inga underarter finns listade i Catalogue of Life.